# TT214
La tombe thébaine TT 214 est située à Deir el-Médineh, dans la nécropole thébaine, sur la rive ouest du Nil, face à Louxor en Égypte.
C'est la sépulture de Khâoui, serviteur dans la Place de Vérité et de sa famille. Khâoui a vécu à Deir el-Médineh sous le règne de Ramsès II. Sa femme s'appelle Taoueret et ils ont un fils nommé Houy.

## Description
La tombe TT214 se compose d'une cour et une chapelle. De la cour des marches mènent à un passage vers une suite de chambres dont la chambre funéraire au bout.

### Cour
Dans la cour une stèle avec une double scène montre Khâoui agenouillé devant Amon et Rê-Horakhty. Khâoui et son épouse Taoueret comparaissent devant Osiris.

### Chapelle
Sur le linteau, Khâoui et Taoueret sont présentés adorant Osiris et Mertseger sur la gauche, Horus et Isis sur la droite.
Sur le montant côté sud, Khâoui adore Shou - Atoum et la barque solaire. Khâoui est également montré devant Amon, Seigneur de l'Opet (Louxor). Dans le registre inférieur, Khâoui et Taoueret sont présentés adorant Amon-Rê.
Sur le montant côté nord, Khâoui est devant une barque solaire ayant Isis à sa poupe. Les textes sont très endommagés.

### Chambre funéraire
La chambre funéraire est décorée d'une scène montrant Anubis et la momie de Khâoui. Son fils Houy est représenté faisant le deuil de son père. Le plafond est orné d'une offrande du roi à Ptah et Hathor. Ptah est appelé « le Seigneur dans la Place de Vérité, le Roi des Deux Terres, juste de visage, qui est puissant dans son siège », tandis qu'Hathor est appelée « chef de Thèbes, Dame du Ciel, Maîtresse de tous les dieux ».